# 林宥綸
林宥綸（宥子）（2006年8月26日－），台灣男演員，童星。2016年6月開始陸續拍攝廣告。於2016年8月因拍攝五月天頑固名氣徒增，許多人稱他為「小太空人」，2017繼續拍攝第二支五月天mv少年他的奇幻漂流。2019年3月演出第一部公視電視劇我們與惡的距離，飾演劇中角色劉天彥，也增加不少知名度。
廣告:2016戲谷(消滅都市)、2016雀巢(飲沛)、2018新東京海上產險、茶樹莊園、2019IKEA床墊、手遊(不休的烏拉拉)
MV:五月天【頑固】、五月天【少年他的奇幻漂流】
戲劇:2019我們與惡的距離(劉天彥)
電影:2019金馬影展短片RPG(宅)、2021金穗獎入圍短片(迷藏)